# Julia Häusermann
Julia Häusermann (* 1992 im Kanton Zürich) ist eine Schweizer Schauspielerin im Ensemble des Theater HORA und Sängerin.

## Leben
Julia Häusermann ist das dritte Kind von Esther und Ruedi Häusermann, sie wurde mit dem Down-Syndrom geboren.
Sie schloss 2012 ihre Ausbildung zur Schauspielpraktikerin bei Theater HORA / Stiftung Züriwerk ab. Über die zweijährige Ausbildungszeit drehte Andrea Pfalzgraf für das Schweizer Fernsehen SF1 den Dokumentarfilm Goethe, Faust und Julia.
Beim Berliner Theatertreffen 2013 erhielt Julia Häusermann den Alfred-Kerr-Darstellerpreis für ihre Rolle in Disabled Theater, einem Stück von Theater HORA unter der Regie von Jérôme Bel.
Seit Sommer 2017 ist Julia Häusermann mit Remo Zarantonello verheiratet.

## Theaterarbeiten
- 2010: I can’t dance
- 2011: Ente, Tod & Tulpe
- 2011: Das Schiff der Träume
- 2011: The Democratic Set
- 2011: Box
- 2012: Disabled Theater
- 2012: Paganini&Ich
- 2018: Egotopia
- 2021: Ich bin's Frank